# 石鼓路
石鼓路，是南京市的道路。东起中山南路，西至汉西门大街，长1570米。据传此路有古寺，门口有两个石鼓，因以得名。
原名小丰富巷、天主堂街、石桥街、牌楼街，1930年统称石鼓路。